# Правобережное (Украина)
Правобережное (укр. Правобережне) — село,
Бородаевский сельский совет,
Верхнеднепровский район,
Днепропетровская область,
Украина.
Код КОАТУУ — 1221082205. Население по переписи 2001 года составляло 551 человек.

## Географическое положение
Село Правобережное находится на правом берегу Каменского водохранилища,
выше по течению на расстоянии в 4 км расположено село Бородаевка,
ниже по течению примыкает село Домоткань.
Рядом проходит автомобильная дорога Н-08.

## Экономика
- Бородаевское сельское потребобщество.

## Объекты социальной сферы
- Школа.